# Törnegöl (Näshults socken, Småland)
Törnegöl är en sjö i Vetlanda kommun i Småland och ingår i Emåns huvudavrinningsområde.